# 情報の自由
情報の自由（じょうほうのじゆう、Freedom of information）は、個人または複数の人々が情報を公開したりアクセスしたりする自由。世界人権宣言第19条は、「あらゆる媒体を通じて、また国境を問わず、情報および考えを受け取り、伝える」権利を規定しているが、これには、個人が情報を効果的に探し、受け取り、伝える権利が含まれる。
情報公開や法的な情報公開法などを通じて、国民が政府が持つ情報にアクセスできるようにすることは、民主主義と政府の誠実さの重要な基本要素であると広く考えられている。
情報の自由は表現の自由と関連しており、表現の自由は口頭、書面、印刷物、電子媒体、芸術など、あらゆる媒体に関連する。つまり、言論の自由という権利の保護は、内容だけでなく表現手段も含むということである。